# Crataegus grossidentata
Crataegus grossidentata är en rosväxtart som beskrevs av Sharifnia och K.I.Chr.. Crataegus grossidentata ingår i Hagtornssläktet som ingår i familjen rosväxter. Inga underarter finns listade i Catalogue of Life.